# Strefa zero (film)
Strefa zero (ang. Ground Zero) – amerykański film sensacyjny z 2000 roku oparty na scenariuszu i reżyserii Richarda Friedmana. Wyprodukowany przez Alpha Media.
Premiera filmu miała miejsce 19 października 2000 roku w Australii oraz 26 kwietnia 2005 roku w Stanach Zjednoczonych.

## Opis fabuły
Młoda pracownica Instytutu Sejsmologicznego z Los Angeles, Kimberly Stevenson (Janet Gunn), zostaje służbowo wysłana do stacji sejsmologicznej na pustkowiu. Zabiera tam ze sobą kilkunastoletniego syna. Wkrótce po przyjeździe, urządzenia badawcze rejestrują drgania powierzchni Ziemi, droga ze stacji zostaje odcięta.

## Obsada
- Janet Gunn jako Kimberly Stevenson
- Jack Scalia jako Michael Brandeis
- Scott Terra jako Justin Stevenson
- Martin Hewitt jako Robert Stevenson
- Reginald VelJohnson jako Burt Green
- Vladimir Kulich jako Bateman
- Roxana Zal jako Victoria Heflin
- Christopher Neame jako Andrew Donovan
- Dick Butler jako Daniel
- Jimmy Ortega jako Johanson
- Bob Minor jako Muller

i inni